# 952
El 952 (CMLII) fou un any de traspàs començat en dijous del calendari julià.

## Esdeveniments
- Hug Capet es casa amb Adelaida d'Aquitània.
- L'Imperi Romà d'Orient accedeix a reiniciar el pagament d'un tribut al Califat Fatimita.[1]

## Necrològiques
- Suzaku, emperador del Japó.